# 尼古拉·多卢达

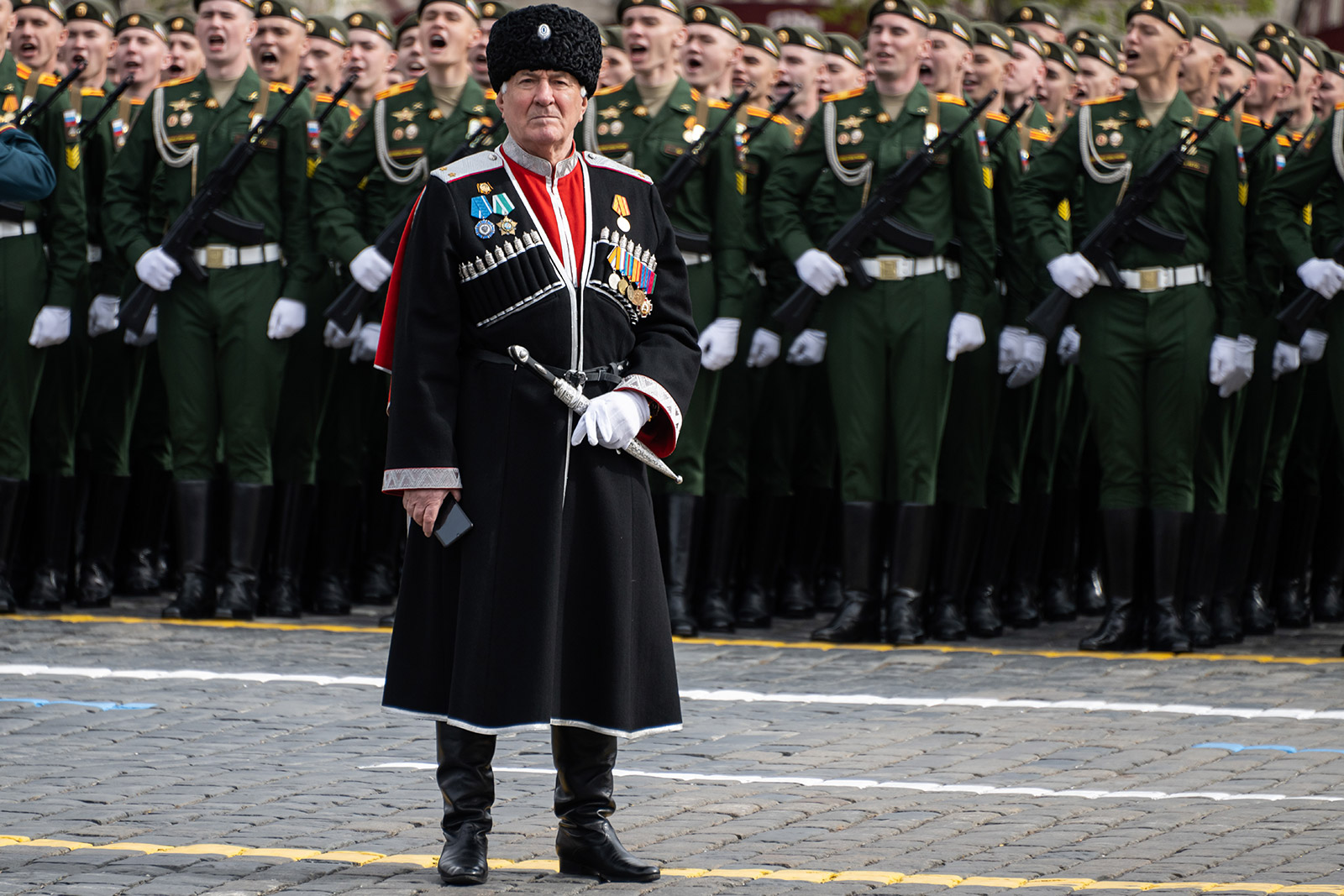
在2022年红场阅兵的多卢达

尼古拉·亚历山德罗维奇·多卢达（羅馬化：Nikolay Aleksandrovich Doluda；1952年6月10日—），烏克蘭裔俄罗斯政治人物，第八届国家杜马代表。1998年担任叶伊斯克市副市长。2001年，他开始在克拉斯诺达尔边疆区的行政部门工作。2006年5月24日，他被任命为克拉斯诺达尔边疆区副行政长官。2007年11月，尼古拉·多卢达当选库班哥萨克军队首领。三年后，他领导了军事首领委员会。他于2020年卸任，成为全俄哥萨克协会新任主席。2023年11月，他自愿辞去职务，专注于制定有关哥萨克的立法。

## 制裁
多卢达于2022年因俄乌战争而受到英国政府和美国财政部制裁。

## 荣誉
- 荣誉勋章（英语：Order of Honour (Russia)）
- 友谊勋章
- 祖国功勋奖章
- 1941—1945年卫国战争胜利60周年纪念奖章（英语：Jubilee Medal "60 Years of Victory in the Great Patriotic War 1941–1945"）
- “克里米亚回归”纪念奖章
- 圆满服役奖章

## 外部鏈接
- ДОЛУДА Николай Александрович，globalkras.ru
- Долуда, Николай Александрович （页面存档备份，存于），塔斯社